# 矮新星

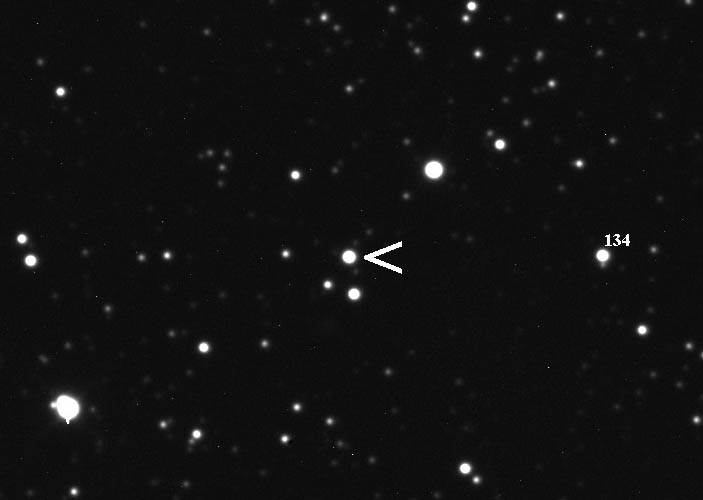
2010年11月2日に爆発を起こし~13.4等級になったカシオペヤ座HT星

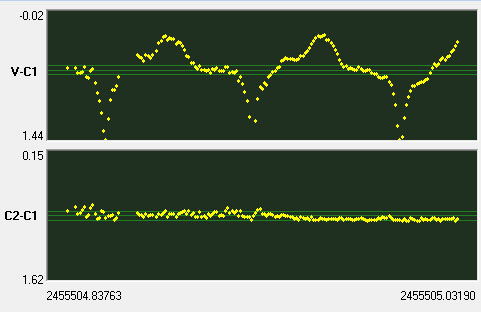
爆発中2010年11月4日のカシオペヤ座HT星の光度曲線。食による一時的な減光と降着円盤によるスーパーハンプが見られる。

矮新星（わいしんせい、英語: Dwarf nova）は、激変星の一種であり、白色矮星と通常の恒星の接近した連星から構成される。白色矮星には恒星から質量が転移され、降着円盤を形成している。ふたご座U型変光星とも呼ばれる。白色矮星が周期的に爆発的に明るくなるため、古典新星と似たように見えるが、メカニズムは異なる。即ち古典新星は降着円盤中の水素が熱核融合を起こして明るくなるのに対し、現在の理論では、矮新星は降着円盤の不安定性により、円盤中のガスの粘度が変化する臨界温度に達し、白色矮星上に崩壊して大量の重力位置エネルギーを放出することで明るくなるとされる。
矮新星は他の点でも古典新星と異なる。光度は小さく、数日から数十日の周期で大きさも変化する。爆発の際の光度は軌道周期と同じ周期で増大する。ハッブル宇宙望遠鏡を用いた最近の研究では、後者の性質によって、矮新星を宇宙の距離を測定する標準光源として用いることができると提案されている。
矮新星は、以下の3つの種類に分類される。
1. はくちょう座SS型星 (UGSS) は、1、2日でVバンドの等級が2-6つ上昇し[7]、その後数日で元の明るさに戻る[7]。しばらく極大を維持することもある[7]。
2. おおぐま座SU型星 (UGSU) は、正常な増光の中により明るく長い極大が現れる[7]。変種におおぐま座ER型星やや座WZ型星がある[8]。
3. きりん座Z型星 (UGZ) は、減光中にしばしば変光を停止しそのまま一定光度をしばらく続けることがある[7]。